# 安德魯 (伊利諾伊州)
安德魯（英語：Andrew）是位於美國伊利諾伊州桑加蒙縣的一個非建制地區。該地的面積和人口皆未知。

## 地理
安德魯的座標為39°53′44″N 89°38′24″W / 39.89556°N 89.64000°W，而該地的平均海拔高度為177米（即581英尺）。